# Blå
Blå (« bleu ») est une salle de concert du quartier de Grünerløkka, à Oslo, en Norvège. Elle a ouvert le 28 février 1998, les créateurs de cette salle sont Einar Karlsen et Martin Revheim (no).

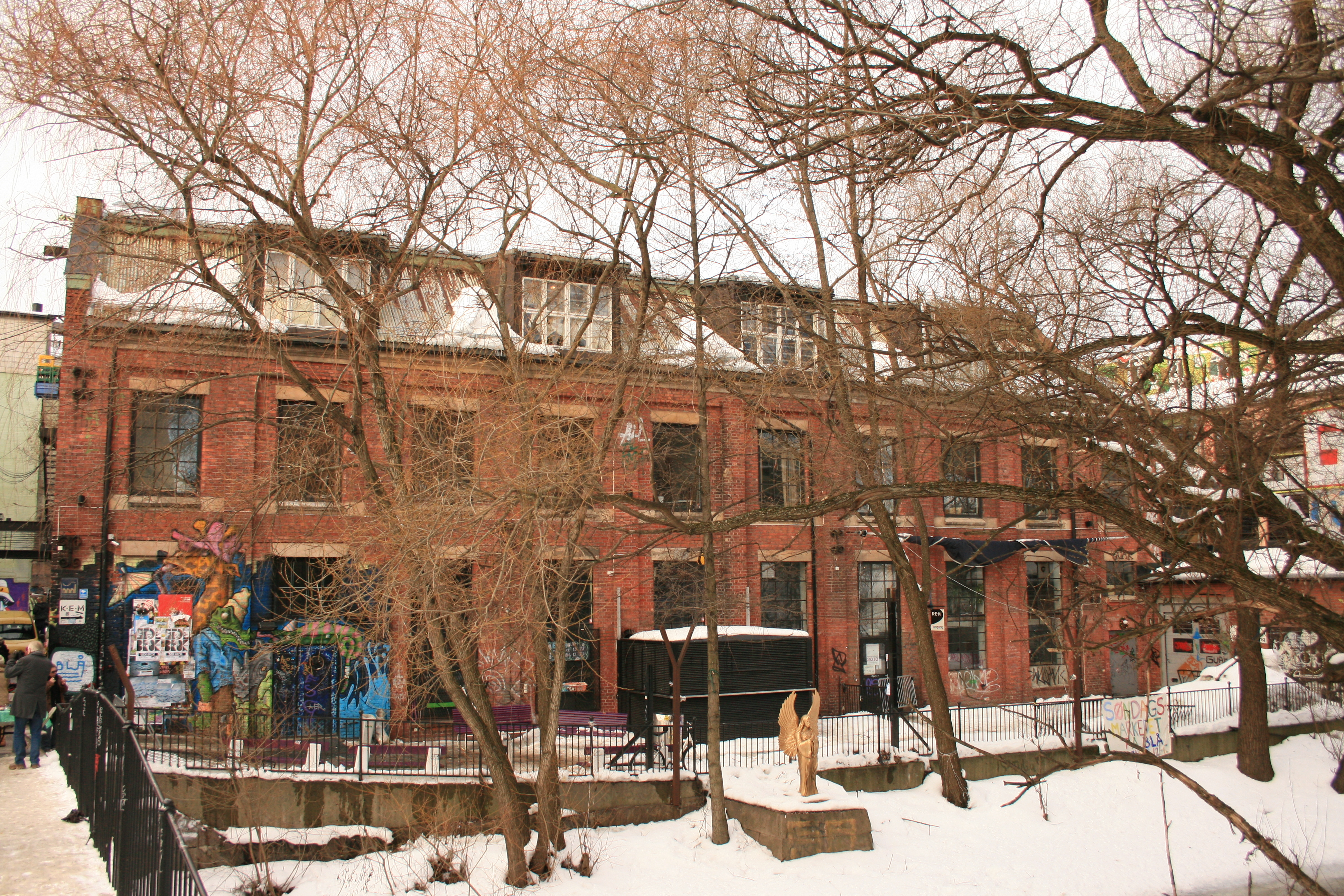
Blå